# هریسویل (میشیگان)
هریسویل، میشیگان (به انگلیسی: Harrisville, Michigan) یک شهر در ایالات متحده آمریکا با جمعیت ۴۹۳ نفر است که در میشیگان واقع شده‌است.

## موقعیت جغرافیایی
موقعیت جغرافیایی شهرها و مناطق اطراف به شرح زیر است: